# Joseph-Haydn-Realgymnasium
Das Joseph-Haydn-Realgymnasium (auch „Haydn-Gymnasium“) ist ein Bundesgymnasium und Bundesrealgymnasium im fünften Wiener Gemeindebezirk Margareten in der Reinprechtsdorfer Straße 24–26. Die Schule hat etwa 500 Schüler und 60 Lehrer und wurde nach dem österreichischen Komponisten Joseph Haydn benannt.

## Geschichte
Da es damals in Margareten zu wenig Mittelschulen gab und die Schüler auf andere Bezirke ausweichen mussten, deren Klassen aber dadurch überfüllt waren, entschloss sich der damalige K. K. niederösterreichische Landesschulrat einen Antrag zur Errichtung einer Unterrealschule zu stellen. Das K. K. Ministerium für Cultus und Unterricht unterstützte den Antrag:

„(…) dass laut Ministerial-Erlass vom 17. Juli 1875, Z. 10366, laut welchem Seine k. und k. Apostolische Majestät mit Allerhöchster Entschliessung vom 7. Juli v. J. zu genehmigen geruthen, dass zwei neue Staatsrealschulen in Wien und zwar im II. und V. Bezirke errichtet und im Schuljahr 1875–76 zunächst mit den beiden untersten Classen eröffnet werden.“

Kaiser Franz Joseph I. genehmigt 1875 die Errichtung einer Unterrealschule im fünften Wiener Bezirk, eröffnet wurde die Knaben-Schule am 20. September 1875 mit 2 Klassen.
Für die Unterbringung der Staatsrealschule im fünften Bezirk wurde für diesen Zweck der 1. und 2. Stock in einem Mietshaus in der Rampersdorfgasse 20 (ab 9. August 1894 Ramperstorffergasse) für 5 Jahre mit den Jahreszins von 3132 Gulden angemietet (etwa 38.091 Euro). Ab 1900 war die Adresse Ramperstorffergasse 52. Unklar ist, ob die Adressänderung durch ein Gebäudewechsel erfolgte, oder wie damals üblich, einer neuen Durchnummerierung der Hausnummern geschuldet war.
Im Jahr 1900 erfolgte die Erhebung der Schule zur „K. K. Staats-Unterrealschule“. Mit dem Schuljahr 1902/03 kam der Schultyp Oberrealschule hinzu. 1903 zog die Schule in das neu errichtete Gebäude in die Reinprechtsdorfer Straße 24–26 um, welches sich im Staatsbesitz befand. In den 20er Jahren wurden erstmals Mädchen aufgenommen.
Am 11. Juni 1935 erfolgte mit Genehmigung des Bundesministeriums für Unterricht die Eigenbezeichnung zu Ehren Joseph Haydns „Haydn-Realschule“ tragen zu dürfen, die offizielle Schulbezeichnung war weiterhin Bundesrealschule, später Staatsoberschule und Oberschule für Jungen.
1938, zur Zeit des Nationalsozialismus in Österreich, wurden alle jüdischen Lehrer der Schule verwiesen, der amtierende Direktor wurde durch einen der NSDAP angehörenden Lehrer ersetzt. Die jüdischen Schüler wurden auf „Sammelschulen“ aufgeteilt. Die Burschen kamen in die Realschulen Schottenbastei und Radetzkystraße, die Mädchen in das Realgymnasium Albertgasse.
Das Schulgebäude wurde im Zweiten Weltkrieg durch Bombenangriffe massiv beschädigt, 1947 erfolgte der Wiederaufbau des Gebäudes.
Ab dem Schuljahr 1989/90 wurde die Schulform auf Realgymnasium und Gymnasium erweitert. 1990 wurde das Haydn-Realgymnasium Mitglied zu einer UNESCO-Schule.
Am 27. April 2002 wurde im Schulgebäude eine Gedenktafel für die jüdischen Schüler, die im Jahr 1938 vom Gymnasium vertrieben wurden, enthüllt.

## Ausbildungsangebot
Weil das Joseph-Haydn-Realgymnasium einen hohen Anteil an Schülern hat, deren Muttersprache nicht Deutsch ist, wird in der Unterstufe zusätzlich Deutsch als Zweitsprache als Übungsstunden angeboten. Den Deutschlehrern werden Begleitlehrer zur Unterstützung zur Seite gestellt.
Außer Englisch lernen Schüler als zweite lebende Fremdsprache Französisch (wahlweise ab der dritten oder fünften Klasse), oder als weitere Fremdsprache Italienisch ab der sechsten Klasse. In Mathematik wird ab der fünften Klasse mit Laptop gearbeitet.
Ab der Oberstufe gibt es zwei Ausbildungszweige, wo sich die Schüler entscheiden können:

Kreativklasse: Diese Schlüsselqualifikationen, Wirtschaft und Studium oder Realgymnasium mit fortführendem Französischunterricht

Sportklasse: Schlüsselqualifikationen, Wirtschaft und Studium oder Realgymnasium mit Französisch oder Latein

## Leitung
- 1875–1880 Alexander Lamberger[2][5]
- 1880–1881 Josef Roßer (provisorisch)[17]
- 1881–1883 Wilhelm Kukula[18]
- 1883–1900 Franz Charwat[18][19]
- 1900–1916 Hans Huber[20]
- 1916–1917 Leopold Wurth (provisorisch)[20]
- 1918–1933 Karl Czerwenka[21]
- 1934–1935? Oskar Maschek[22][23]
- 1941–1944? Otto Schubert
- 1947–1953 Anton Lesowsky
- 1954–1967 Josef Zwerenz
- 1968–1988 Karl Schulz
- 1988–2004 Fritz Mairleitner
- 2004–2005 Franz Zojer (interimistisch)
- 2005–2017 Hans-Leopold Rudolf
- 2017–2018 Heribert Pröbstl (interimistisch)
- 2018 Eva Hahn (bestellt, aber vor Beginn des Schuljahres dauerhaft erkrankt)
- 2018–2020 Heribert Pröbstl (interimistisch)
- seit 2020 Susanne Rosza